# Lennart Olson (arkitekt)
Karl Erik Lennart Olson, folkbokförd Olsson, född 11 juli 1928 i Katrineholm,, död 9 mars 2014 i Örebro, var en svensk arkitekt. Han ingick 1953 äktenskap med arkitekt Kerstin Olson, född Haglund.
Olson, som var son till reparatören Einar Olsson och Mia Dahlin, växte upp i Södertälje, avlade studentexamen där 1948 och utexaminerades från Chalmers tekniska högskola 1956. Han var anställd på olika arkitektkontor, bland annat hos White arkitekter, 1956–1963 innan han tillsammans med makan startade egen arkitektverksamhet i Örebro, Kerstin och Lennart Olson Arkitektkontor AB, 1963.